# The Room (film 2003)
The Room è un film indipendente del 2003, scritto, diretto, prodotto e interpretato da Tommy Wiseau, al suo primo lungometraggio come regista.
La storia ruota attorno al triangolo amoroso tra il protagonista Johnny (Tommy Wiseau), Lisa, sua fidanzata e futura moglie, e Mark, il suo migliore amico. Una parte consistente del film è dedicata a sotto-trame che hanno poco a che fare con la storia principale e che per la maggior parte non vengono concluse. Stando a Tommy Wiseau, il titolo del film si riferisce al fatto che una stanza, Room in inglese, è un luogo in cui possono succedere cose belle o brutte.
Originariamente distribuito solo in un numero limitato di sale in California, il film venne immediatamente stroncato dalla critica, venendo definito uno dei peggiori film mai realizzati. Ross Morin, professore di studi cinematografici, lo definì "il Quarto potere dei film brutti", termine poi riutilizzato da alcuni critici. Col passare del tempo, The Room acquistò lo status di film cult grazie alla sua trama inconcludente e piena di buchi e alla bizzarra performance di Tommy Wiseau.
Nel 2017 è balzato all'attenzione del grande pubblico grazie al film The Disaster Artist, basato sull'omonimo libro scritto da Greg Sestero riguardante la realizzazione del film e il suo rapporto con Tommy Wiseau.

## Trama
Johnny vive a San Francisco ed è un bancario di successo convinto che la propria vita sia felice e spensierata e progetta di sposarsi con la sua fidanzata, Lisa, con cui convive da sette anni. La ragazza, tuttavia, è innamorata di Mark, il migliore amico di Johnny, e vorrebbe lasciare il fidanzato per stare con lui; viene però scoraggiata dalla madre, che preme affinché sposi Johnny per via della migliore situazione economica e della stabilità che potrebbe darle. E anche Michelle, la sua migliore amica, le fa notare che il suo comportamento nei confronti del fidanzato è scorretto.
Quando l'influenza che Johnny ha sulla sua banca si deteriora e all'avvicinarsi del loro matrimonio, Lisa continua a denigrare Johnny e fa partire voci sulla violenza domestica da parte sua per giustificare la propria infedeltà. Johnny, dopo aver ascoltato una conversazione tra Lisa e Claudette, inizia a sospettare di Lisa e decide di inserire un registratore nel telefono per poter risalire all'amante con il quale Lisa lo sta tradendo e avere le prove del suo tradimento. Nel frattempo Denny, un liceale amico di Johnny che vede in lui una figura paterna, viene raggiunto e attaccato da un criminale, Chris R, che vuole essere pagato per la droga che gli ha fornito in precedenza, ma Johnny e Mark intervengono e portano il trafficante in galera.
Denny confessa a Johnny la sua attrazione verso Lisa, al che Johnny lo comprende e gli consiglia di provare a fidanzarsi con qualche ragazza della sua classe. Ossessionato dal rapporto deteriorato con Lisa, Johnny invita a casa il suo amico e psichiatra Peter per chiedergli aiuto. Sul tetto dell'appartamento, Mark si confida con Peter dicendogli di sentirsi in colpa per un suo rapporto. Quando Peter gli domanda se il rapporto di cui sta parlando è con Lisa, Mark, che è sotto l'effetto della marijuana che fuma per fronteggiare la sua melanconia, assale Peter con l'intenzione di ucciderlo lanciandolo di sotto, ma i due si riconciliano e fanno la pace pochi secondi dopo.
Durante la festa di compleanno a sorpresa per Johnny, uno degli invitati scopre Lisa e Mark che si baciano mentre gli altri sono fuori e li confronta. Più tardi Johnny annuncia che lui e Lisa aspettano un bambino, solo per scoprire che era una bugia di lei. Alla fine della festa Lisa ostenta la sua relazione con Mark e Johnny fa a botte con lui, poi va via affermando di averne avuto abbastanza e si chiude in bagno. Più tardi Johnny ascolta il nastro del registratore telefonico e scopre una chiamata intima fra Lisa e Mark. In preda alla rabbia e alla disperazione, Johnny mette a soqquadro l'appartamento e infine si suicida sparandosi in bocca con la pistola sottratta allo spacciatore che aveva attaccato Denny.
Lisa, Mark e Denny rientrano e scoprono il corpo di Johnny. Denny si dispera e chiede di rimanere solo con lui mentre Mark incolpa Lisa della morte di Johnny, rimproverandola per il suo comportamento insidioso e le dice di andarsene dalla sua vita, ma alla fine i due rimangono a consolarsi fino all'arrivo della polizia.

## Accoglienza
La pellicola è stata unanimemente criticata a causa della recitazione, ritenuta pessima, e dell'inconsistenza della trama, viziata da errori di continuità, sottotrame non sviluppate o non spiegate (come il cancro al seno della madre di Lisa o la vicenda dello spacciatore in cui è coinvolto Denny) e scene inutili ai fini della narrazione (come quella dell'allenamento di football).
Ross Morin, ricercatore di studi cinematografici alla St. Cloud State University nel Minnesota, in un articolo di Entertainment Weekly lo ha definito "Il Quarto potere dei film brutti", mentre su IMDb il voto medio attribuito al film è di 3,6/10. Molti sono i comici che si sono cimentati in una critica ragionata del film, in primis in una puntata del 2010 della web series comica Nostalgia Critic, interpretato da Doug Walker, a seguito della quale il film divenne ancor più popolare.
Nelle sale cinematografiche il film ha incassato appena 1.800 dollari a fronte di un budget di ben sei milioni, al punto da non essere stato neanche doppiato o distribuito al di fuori degli Stati Uniti. A causa dell'involontaria comicità di molte scene, il film ha avuto però un buon successo nel mercato home video, nelle proiezioni nel circuito cinematografico secondario e come film della mezzanotte, diventando un titolo di culto.

## Locandina
Il manifesto, che mostra il logo spettrale del film e il volto bianco incorniciato di nero di Wiseau, aveva fatto credere ai losangelini che The Room fosse un horror.

## Altri media

### Libro
Greg Sestero, l'attore che ha interpretato Mark, ha pubblicato nel 2013 il libro The Disaster Artist: My Life Inside The Room, The Greatest Bad Movie Ever Made, nel quale racconta la storia della produzione del film e della travagliata amicizia tra lui e Wiseau.

### Film ispirato
Nel 2017 esce il film The Disaster Artist, basato sul libro, il quale racconta la storia goliardica delle riprese e dei dietro le quinte del film, con James Franco nel ruolo di Wiseau. Lo stesso Wiseau interpreta un piccolo cameo.

### Videogioco
Un videogioco non ufficiale basato sul film, intitolato The Room Tribute, è stato distribuito su Newgrounds nel 2010.

### Cortometraggi
Nel 2015, Robyn Paris, che nel film interpreta la parte di Michelle, iniziò una campagna kickstarter a seguito della quale il 30 novembre 2017 è stata distribuita in America la serie The Room Actors: Where Are They Now?. Si tratta di una serie di quattro brevi "mockumentary", ossia di finti documentari, che raccontano in chiave umoristica come siano cambiate le vite degli attori secondari a causa del film e dei suoi fan.